# Pickleball

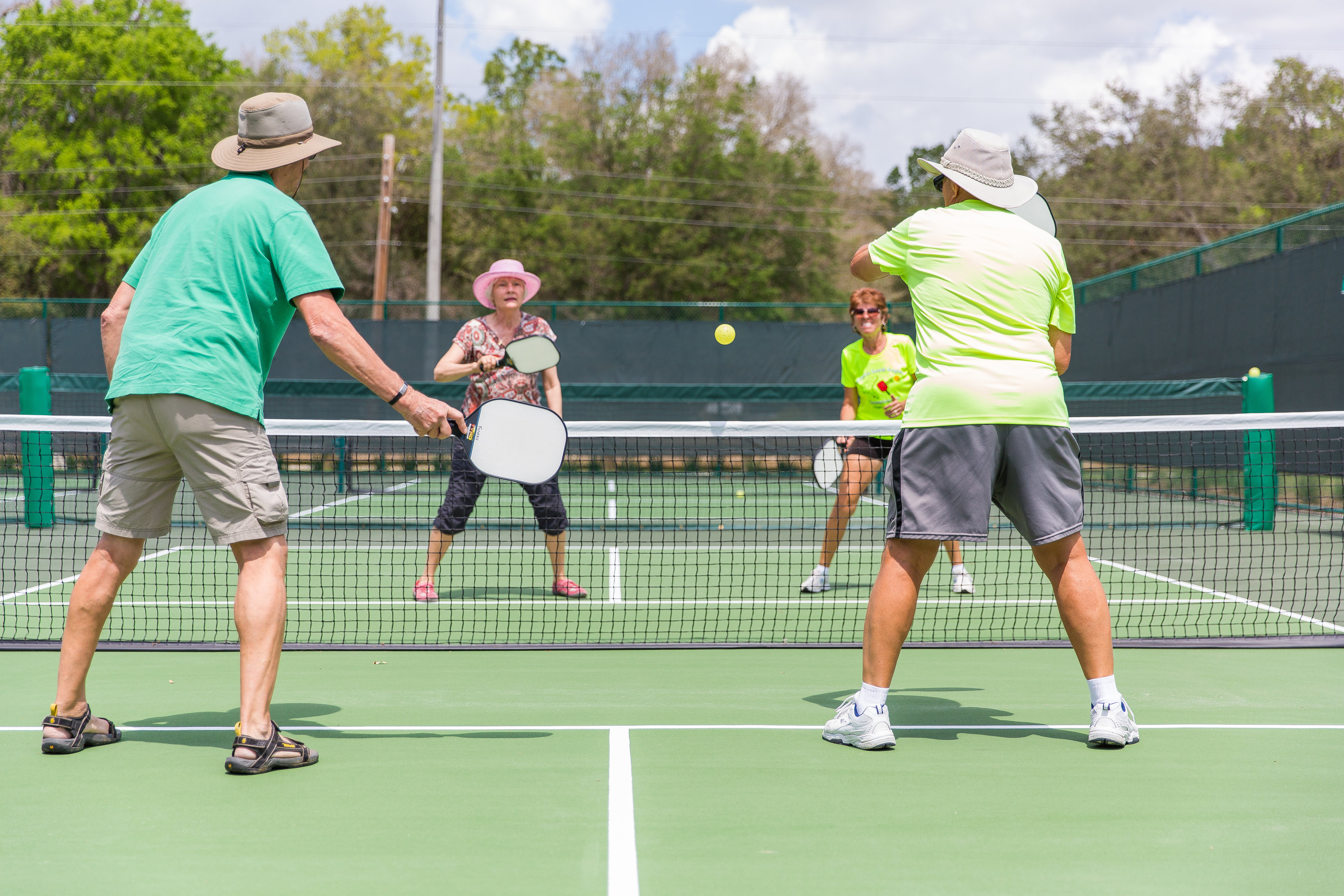
Pickleball

Pickleball, ibland benämnt pickelboll, är en sport som kombinerar tennis, badminton och bordtennis. Två eller fyra spelare använder racketar av trä eller kompositmaterial för att slå en perforerad plastboll över nätet. Planens mått och utformning är tagna från badminton och reglerna liknar dem i tennis. Sporten uppfanns på 1960-talet i USA. Matcherna spelas till 11, och man måste vinna med två poäng.

## Historia
Pickleball uppfanns 1965 på Bainbridge Island nära Seattle i Washington. Joel Pritchard, Bill Bell och Barney McCallum kom tillbaka från golfspel och fann sina familjer uttråkade en lördageftermiddag. De improviserade då fram sporten pickleball genom att sänka ett badmintonnät och genom att tillverka padelracketar av plywood som de hittade i ett skjul. 1967 stod den första permanenta banan klar.
Gunnar Svalander tog Pickleball till Sverige 2017 och han startade även Svenska Pickleballförbundet samma år.